# Relaciones Benín-Chile
Las relaciones Benín-Chile son las relaciones internacionales entre la República de Benín y la República de Chile.

## Historia
Las relaciones diplomáticas entre Benín y Chile fueron establecidas el 25 de agosto de 2010.

## Relaciones comerciales
Respecto al intercambio comercial entre ambos países, en 2021, este ascendió a 0,5 millones de dólares estadounidenses. Los principales productos exportados por Chile a Benín fueron jurel congelado y filetes de jurel fresco o refrigerado.

## Misiones diplomáticas
- Benín no tiene una acreditación para Chile.
- Chile esta acreditado ante Benín desde su embajada en Acra, Ghana.